# 沃莱普雷
沃莱普雷（法語：Vaux-les-Prés，法語發音：[vo le pʁe]）是法国杜省的一个旧市镇，属于贝桑松区。2017年1月1日，沃莱普雷和相邻的舍莫丹合并为新市镇舍莫丹和沃（Chemaudin et Vaux）。

## 地理
沃莱普雷（47°14'10"N, 5°53'0"E）面积5.14 平方千米，位于法国勃艮第-弗朗什-孔泰大區杜省，该省份为法国东部内陆省份，北起上索恩省，西接汝拉省，东部及东南部与瑞士接壤，东北部与贝尔福地区省接壤。
与沃莱普雷接壤的市镇（或旧市镇、城区）包括：尚帕涅、尚旺莱穆兰、舍莫丹、弗拉努瓦、马兹罗勒勒萨兰、塞尔莱萨潘、维莱比宗。
沃莱普雷的时区为UTC+01:00、UTC+02:00（夏令时）。

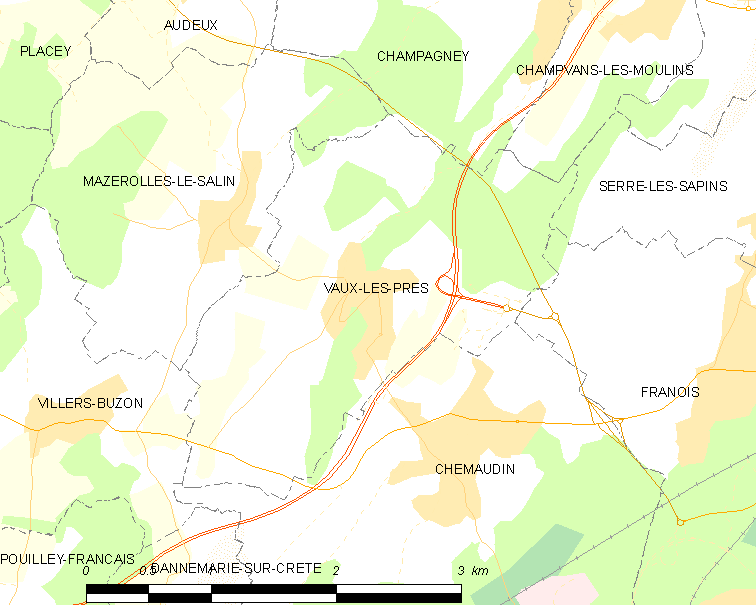
沃莱普雷的OSM定位图

## 行政
沃莱普雷的邮政编码为25770，INSEE市镇编码为25593。

## 政治
沃莱普雷所属的省级选区为贝桑松第一县。

## 人口

1962-2008年间沃莱普雷人口变化图示

沃莱普雷于2013；1968年3月1日；1975年2月20日；1982年3月4日；1990年3月5日；1999年3月8日；2006年1月1日；2011年1月1日时的人口数量为362人。